# Raoul Ubac
Pour les articles homonymes, voir Ubach.
Raoul Ubac, né Rudolf Gustav Maria Ernst Ubach le 31 août 1910 selon ses différentes biographies à Malmedy ou à Cologne (Royaume de Prusse) et mort le 24 mars 1985 en France à Dieudonné (Oise), est un photographe, peintre, graveur et sculpteur franco-belge appartenant à la Nouvelle École de Paris.

## Biographie

### Famille
Raoul Ubac passe sa petite enfance en Allemagne (Prusse), entre Cologne et Francfort. En 1919, sa famille s'installe à Malmedy, petite ville proche des Hautes Fagnes en Belgique, où la famille de sa mère, Alice Lang, exploite une tannerie de cuirs depuis plusieurs générations. Son père, Ernst Ubach, vient d'y être nommé juge de paix. Avec l'intégration à la Belgique du canton de Malmedy, rattaché à la Prusse en 1815, à la suite du traité de Versailles de 1919 Raoul Ubac obtient la nationalité belge.

### Formation
Il fait ses études à l'Athénée royal de Malmedy jusqu'en 1928, ayant le projet de devenir agent des eaux et forêts. Il fait alors un premier séjour à Paris. Rentré en Belgique en 1929 pour terminer ses études secondaires, un professeur lui passe « sous le manteau », le premier Manifeste du surréalisme d'André Breton.
Revenant à Paris en 1930 où, sur les conseils de ses parents, il s'inscrit à la Sorbonne, Ubac noue des contacts avec les surréalistes, fréquente les ateliers de Montparnasse, fait la connaissance de Camille Bryen et d'Otto Freundlich, rencontre André Breton et fréquente le milieu surréaliste. Il entreprend, à pied, de nombreux voyages à travers l'Europe, en Italie, Suisse et Autriche. En Dalmatie, sur l'île de Hvar, il effectue des « assemblages de pierres trouvées » qu'il photographie. Otto Freundlich lui conseille alors de se rendre à Cologne où il s'inscrit à l'École d'arts appliqués et travaille le dessin et la photographie. Lors d’une soirée dansante, il rencontre Agathe Schmidt, appelée Agui, jeune Allemande avec qui il se marie à Ixelles en 1939. Il expérimente en photographie des procédés de brûlage, de solarisation et de pétrification et expose en 1933 à Paris le résultat de ses recherches.

### Poète et photographe
En collaboration avec Camille Bryen, Ubac publie en 1934, sous le nom de Raoul Michelet un recueil de poèmes et de photographies. Avec Bryen encore, il dépose des « objets dans les endroits les plus inattendus », affiche « des poèmes et images sur les murs » et participe aux activités des surréalistes. Il côtoie Hans Bellmer, Victor Brauner, Benjamin Péret et Raoul Hausmann. En octobre 1935, il participe sous le pseudonyme de Raoul Michelet à l'Exposition internationale du Surréalisme, à La Louvière, première exposition surréaliste en Belgique, organisée par le groupe Rupture. La même année il illustre d'une photographie signée Raoul Michelet, Image irrationnelle, l'affiche intitulée Affichez vos poèmes, affichez vos images qui réunit deux poèmes, de Bryen et de Henry Baranger. 
À partir de 1936, Ubac s'engage dans une série de photographies autour du « Combat de Penthésilée » (la Reine des Amazones et Achille) pour lesquelles il combine de multiples procédés : association des négatifs, surimpression et solarisation, superposition ou décalage du négatif et du positif, qui donne une impression de pétrification, soufflage, fumage, brûlage ou voilage du cliché. Souvent, il réutilise des fragments de nus de ses deux modèles, Agui et Marthe (la femme de Paul Nougé). Certaines de ses photographies sont publiées dans la revue surréaliste Minotaure (« Agui dans le miroir au tain endommagé », 1938). Il s'initie également à la gravure dans l'Atelier 17 de Stanley Hayter et se lie avec Roger Gilbert-Lecomte.
Pour l'Exposition internationale du surréalisme à la Galerie des Beaux-Arts de Paris (janvier 1938), André Breton lui commande la photographie des mannequins exposés. Y sont également présentés deux photomontages : La Chambre et La Rue derrière la gare.

« Par le blond trait d'union de l'œil d'Ubac, les ruines passées rejoignent les ruines à venir, sans cesse renaissantes. Ses femmes brandissent le dard et défaites sont les sœurs de la sombre Penthésilée de von Kleist. Elles sont l'incroyable fleur fossile, la pêcheuse qui dompte les sables mouvants. »

— André Breton, 1939.
En 1939 Raoul Ubac participe à la « VIIe exposition de gravures et plâtres gravés du groupe de l'Atelier 17 » avec les élèves de Stanley Hayter.

### Seconde Guerre mondiale
En 1940, Raoul Ubac fonde avec René Magritte la revue L'Invention collective qui ne connaît que deux numéros. Y participent notamment André Breton, Achille Chavée, Fernand Dumont, Marcel Lefrancq, autre photographe surréaliste, Irène Hamoir, Marcel Lecomte, Marcel Mariën et Louis Scutenaire. Au début de la Seconde Guerre mondiale, Raoul et Agui Ubac, en compagnie de Magritte, de Scutenaire et d'Irène Hamoir, quittent Bruxelles, puis Paris pour Carcassonne (Aude) où demeure Joë Bousquet. À la fin de septembre 1940, après quatre mois, Raoul Ubac revient à Bruxelles où il présente en 1941 une exposition de photographies dont le catalogue est préfacé par Paul Nougé. La galerie est fermée sur ordre des occupants.
Ayant fait la connaissance du poète Jean Lescure qui la dirige, il participe activement à la revue Messages, où il rencontre Paul Éluard, Raymond Queneau et André Frénaud, qui ne cesse d'accompagner amicalement son travail. En 1942, il illustre Exercice de la pureté  de Jean Lescure puis abandonne la photographie après la guerre.
Bien qu'il contribue aux activités du groupe néosurréaliste La Main à plume jusqu'en 1943, la guerre l'éloigne petit à petit du surréalisme : il commence dès 1939 de dessiner à la plume « les objets les plus simples », verres et flacons, fruits et pains, ciseaux ou couteaux posés sur une table (exposition en 1943 à la librairie parisienne de Francis Dasté, préfacée par Jean Lescure).

### L'après-guerre: l'ardoise, la peinture…
En 1946, il ramasse en Haute-Savoie un éclat d'ardoise et commence avec un clou à la graver, réalise des gouaches sur le thème des Têtes. Jean Lescure lui ayant fait connaître Bazaine et ses amis non figuratifs, leurs recherches sur les formes et les couleurs l'aident, dit-il, « à faire l'effort d'aborder ces problèmes sans passer par les phantasmes » dont il avait été tributaire. Raoul Ubac aborde à nouveau la peinture, à l'œuf, pour une série non figurative de Personnages couchés dans des lumières sourdes. Il illustre en 1948 la couverture de Voir, recueil de Paul Éluard dont un poème lui est dédié.

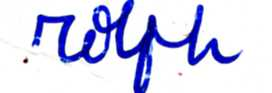
Signature d'Ubac pour ses amis.

À partir de 1951, la galerie Aimé Maeght expose régulièrement ses gouaches et ses toiles, préfacées par André Frénaud, Georges Limbour, Claude Esteban ou Yves Bonnefoy. Ubac ne cesse simultanément de graver des ardoises qui deviennent à mesure des reliefs et dont il introduit en 1955 des fragments dans ses tableaux. Il acquiert en 1958 une maison à Dieudonné où il installe deux ateliers, pour la peinture et la sculpture.
Dans les années 1960, ses peintures, sur panneaux recouverts de résines amalgamées, réalisent une synthèse et un épanouissement, autour des thèmes des Labours et des Sillons, des Corps et des Torses, du double travail qu'il poursuit jusqu'à sa mort. En 1968 une rétrospective de son œuvre est présentée à Bruxelles et au musée d'art moderne de la ville de Paris. Ubac reçoit en 1973 le grand prix national des arts.
On lui doit à plusieurs ensembles de vitraux ainsi que des reliefs, hauts-reliefs, décors muraux et maquettes de tapisseries pour des édifices publics et privés. Ubac a également illustré de ses dessins, gravures et lithographies une trentaine de livres et il est l'auteur de la couverture de la revue Argile publiée chez Maeght de 1973 à 1981.
En 1980, la poste française a émis un timbre reproduisant une de ses créations.
Des œuvres d'Ubac sont présentes dans de nombreux musées de France et d'Europe. Il a fait partie des peintres réunis pour l'exposition « L'envolée lyrique, Paris 1945-1956 », présentée au musée du Luxembourg (Sénat), en avril-août 2006 (Sans titre, 1947).

### Descendance
Raoul Ubac est le père d'Anne Delfieu (née en 1947), artiste, qui a participé à la réalisation de certaines de ses œuvres, et le grand-père de Louve Delfieu (née en 1985), photographe plasticienne.

## Hommage

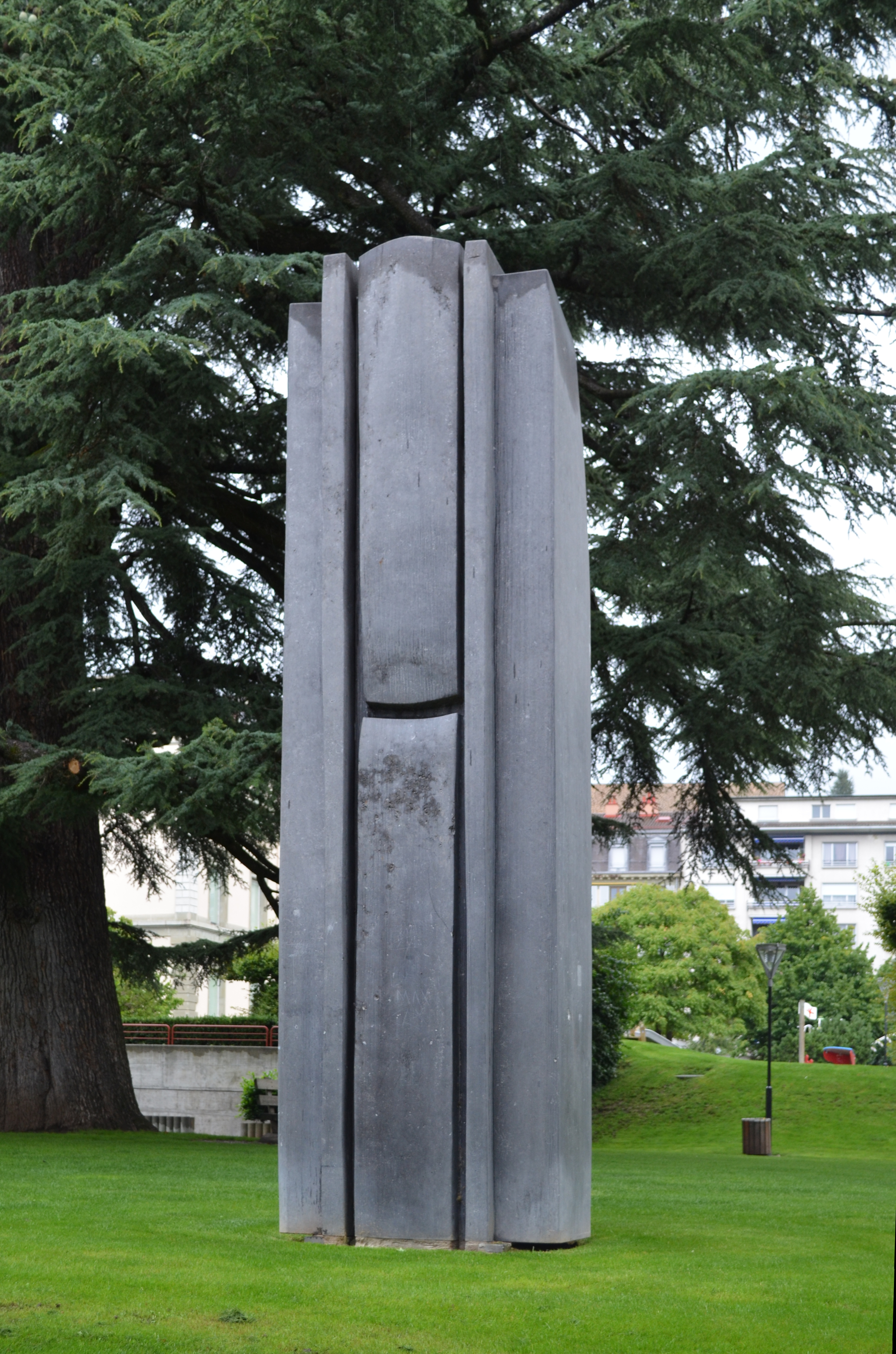
Stèle en pierre de Soignies (1997).

« Je rends hommage à celui qui continue de feuilleter dans sa nuit le livre de pierre que la nature lui tend, Ubac magnifique en sa forêt native, qui scrute sans cesse l'ardoise bleue de ses Ardennes, les schistes de ses Fagnes, ouvrant comme par enchantement, "par un coup sec donné sur sa tranche", le fameux livre de pierre aux milliers de pages, épousant toujours ses lignes de clivage, faisant mine de se laisser conduire — "le clivage assigne au matériau ses limites […] à chaque instant l'ardoise tend à retrouver son horizontalité primitive" — mais toujours tirant la leçon de ce surprenant tête à tête, conservant sur papiers très légers les empreintes des paysages subtils qu'il aura rencontrés, surtout repoussant toujours plus loin la contrainte première, taillant les plans selon des angles inédits, redressant l'horizontalité primitive d'une dalle d'ardoise, lui enseignant la verticalité des arbres et des hommes, l'érigeant, la bandant, grande Stèle thème de l'arbre ou petite stèle de Nancy, toutes à l'assaut du ciel, allant et nous menant à l'essentiel en sa nudité, signes de la Présence en son perpétuel instant. »

— Christian Nicaise[réf. souhaitée]

## Principaux travaux photographiques

### Œuvres
- La Rue derrière la gare[7],[8], 1936, épreuve gélatino-argentique, photomontage. Reproduction d'un photomontage, tirage d'époque, 58,6 x 78,4 cm. Paris, Centre Pompidou.
- La Nébuleuse[9],[8], 1939, épreuve gélatino-argentique, brûlage, 40 x 28,3 cm. Paris, Centre Pompidou.
- Série Le Combat de Penthésilée[10], 1936-1940, épreuves gélatino-argentiques, inversion, solarisation et photomontage.

Pour réaliser son œuvre La Nébuleuse, Raoul Ubac utilise la technique du brûlage. Cette technique consiste à plonger le négatif dans de l’eau que l’on va faire chauffer. Sous l’effet de la chaleur, la gélatine du négatif se décolle provoquant une dissolution de l’image et conférant à l’œuvre un effet magmatique. Avant que l'artiste manipule la photographie, celle-ci figurait une femme en maillot de bain. Après le brûlage d'une partie de la photographie, l'œuvre représente, selon les dires d’Ubac, une « déesse foudroyante ».

### SérieLe Combat de Penthésilée
La série Le Combat de Penthésilée évoque Penthésilée, la reine des Amazones, peuple de femmes guerrières dans la mythologie grecque, en hommage à la tragédie de Heinrich von Kleist.
Outre le photomontage, l’artiste a utilisé la technique de la solarisation en ré-exposant le négatif à la lumière durant son développement. Grâce à ce procédé, Raoul Ubac crée un effet de voile, de flou, de corps flottants et de jeux de lumières sur ses personnages.

## Principaux travaux d'art mural

### Ardoises
- 1955 : dalle mortuaire pour la chapelle funéraire de la Comtesse de Chambure
- 1957 : relief et mosaïque en ardoise pour la nouvelle buvette d'Évian-les-Bains (architecte Maurice Novarina)
- 1964 : chemin de croix pour la chapelle Saint-Bernard de la Fondation Maeght à Saint-Paul-de-Vence
- 1967-1968 : haut-relief pour un hôtel particulier à Paris
- 1968 : cheminée pour une maison à Paris
- 1969 : décor mural en dalles d'ardoise (environ 300 m2) d'une façade de HLM à Saint-Cyr-l'École (architecte Louis Sainsaulieu). Quatre trumeaux en ardoise pour le salon de l'appartement de M. et Mme Aimé Maeght à Paris
- 1976-1977 : ensemble décoratif pour le lycée de Nancy-Est (architecte Jacques André)

### Vitraux
- 1958-1959 : vitraux en dalles de verre pour la nouvelle église Saint-André d'Ézy-sur-Eure (architecte Maurice Novarina)  Patrimoine du XXe siècle.
- 1961 : vitraux pour l'église de Varengeville, en collaboration avec Georges Braque
- 1964 : vitrail en dalles de verre pour la nouvelle église des Capucins à Boulogne-sur-Mer
- 1967 : vitrail en verre gravé pour la chapelle Saint-Bernard de la Fondation Maeght à Saint-Paul-de-Vence
- 1969 : trois vitraux en verre gravé pour l'inauguration de la Maison de la culture de Reims
- 1970 : quatre vitraux en verre gravé pour la chapelle Sainte-Roseline, Les Arcs
- 1977-1983 : vitraux du chœur roman de la cathédrale Saint-Cyr-et-Sainte-Julitte de Nevers

### Mosaïques
- 1958 : mosaïque pour l'usine des eaux à Évian-les-Bains
- 1968 : mosaïque pour la nouvelle école militaire de Saint-Cyr
- 1969 : mosaïque en plaquettes de marbre éclaté pour le mur extérieur de la salle de conférences du bâtiment de la physique des solides à la faculté des sciences d'Orsay (architecte Christian Berger)
- 1970 : mosaïque en plaquettes de marbre éclaté pour l'amphithéâtre de la nouvelle faculté des sciences de Reims (architectes Beauclair, Depondt et Lods)
- 1973 : deux mosaïques en marbre éclaté pour la nouvelle université de Lille-Est[14] (architecte Pierre Vago)

### Tapisseries
- 1968 : tapisserie pour le nouveau hôtel de ville de Grenoble (architecte Maurice Novarina)
- 1968-1969 : tapisseries réalisées par les ateliers de Beauvais, manufacture nationale des Gobelins
- 1969 : tapisserie pour le nouveau palais de justice de Lille (architecte Jean Willerval)
- 1970 : tapisserie réalisée par Anne Delfieu, galerie Maeght, Paris
- 1973 : deux tapisseries, réalisées par Anne Delfieu, pour la cité scolaire Léon-Dulcy (aujourd'hui lycée Maria-Casarès), Avignon (architectes Jouven et Phelouzat)[note 5]
- 1974 : tapisserie pour la faculté de pharmacie de Châtenay-Malabry (architecte Jean-Claude Dondel)
- 1983 : tapisserie pour l'hôtel de ville de Martigues (architecte Jacques Quinet)

## Illustration de livres

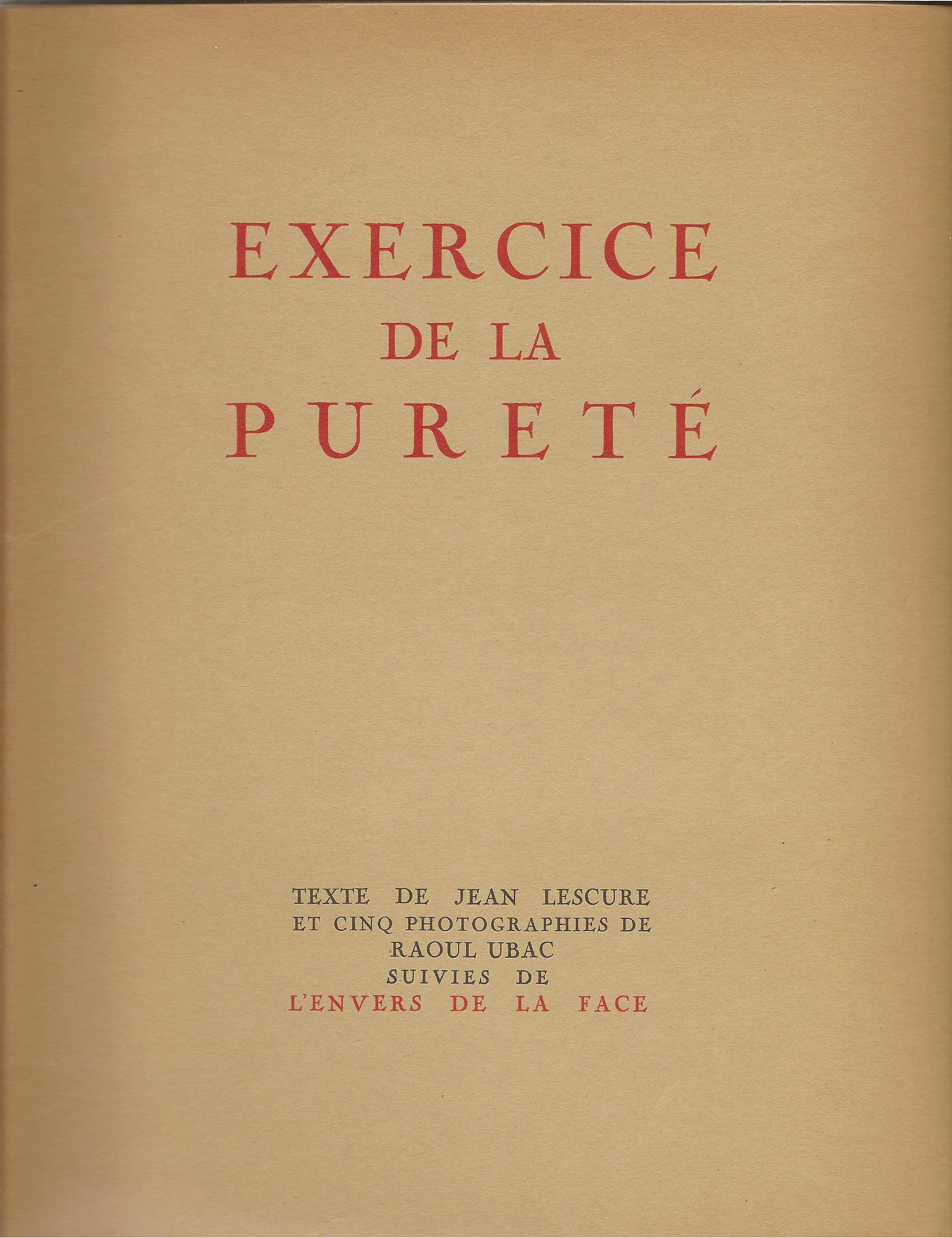
Exercice de la pureté, texte de Jean Lescure, cinq photographies suivies de L'Envers de la face, 1942.

- Actuation poétique, suivie d'exemples de Camille Bryen, 6 illustrations contrecollées dont un dessin de Camille Bryen et 5 reproductions photographiques de Raoul Ubac sous le nom de Raoul Michelet, Paris, René Debresse, 1935
- Exercice de la pureté, texte de Jean Lescure, 5 photographies suivies de L'Envers de la face [texte de Raoul Ubac], Messages, Paris, 1942
- La Lampe tempête, poèmes de Lucien Scheler, 5 dessins, Éditions de Minuit, coll. « L'Honneur des poètes », Paris, 1946
- Voir, poèmes de Paul Éluard, couverture, Éditions des Trois Collines, Lausanne, 1948
- Les Falaises de Taormina, poèmes de Jean Lescure, 6 hors texte, éditions Rougerie, Limoges, 1949
- Énorme figure de la déesse Raison, poème d'André Frénaud, 1 lithographie, H.C., Paris, 1950
- Pauvres petits enfants, poèmes d'André Frénaud, une gravure sur bois, PAB, Alès, 1957
- Le Château et la quête du poème, texte d'André Frénaud, 1 gravure sur bois, PAB, Alès, 1957
- Pierre écrite, poème d'Yves Bonnefoy, 10 ardoises gravées tirées et reportées sur pierre lithographique, Maeght Éditeur, Paris, 1958
- Die Herberge im Heiligtum. L'Auberge dans le sanctuaire, choix de poèmes d'André Frénaud traduits en allemand par Paul Pörtner, 6 gravures sur bois en couleur, Parnass, Wuppertal, 1959
- Pour l'office des morts, poèmes d'André Frénaud, trois gravures sur bois, PAB, Alès, 1961
- Noires compagnes de mes murs, poèmes de Jean Lescure, avec 8 dessins (Chastel, Coulot, Fiorini, Gischia, Lapicque, Prassinos, Ubac, Villeri), Avignon, Florentin Mouret, 1961
- Doctrines et maximes d'Épicure, 48 illustrations, Hermann éditeurs, Paris, 1965
- Lisières du devenir, poèmes de Lucien Scheler, 7 eaux-fortes, Éditions Jean Hugues, Paris, 1966
- La Poésie française et le principe d'identité, texte d'Yves Bonnefoy, 2 eaux-fortes, Maeght Éditeur, Paris, 1966
- Vieux pays, suivi de Campagne, poèmes d'André Frénaud, 13 eaux-fortes, Maeght Éditeur, Paris, 1967
- Le Trou de serrure de Robert Crégut, gravures et illustrations, Le Soleil Noir, 1967
- Proximité du murmure, poèmes de Jacques Dupin, 7 eaux-fortes, Maeght Éditeur, Paris, 1970
- Logis de terre, poèmes de Pierre Lecuire, 6 empreintes, Pierre Lecuire Éditeur, Paris, 1970
- Mines de rien, petits délires, poèmes d'André Frénaud, onze gravures, Gaston Puel, Veilhes
- L'Herbe déracinée, poème de Bruno de Montalivet, 4 eaux-fortes, Maeght Éditeur, 1975
- Pierres réfléchies, texte de Roger Caillois, 14 eaux-fortes, Maeght Éditeur, Paris, 1975
- À travers la durée, poèmes de Jean-Claude Schneider illustrés d'empreintes, éditions Fata Morgana, Montpellier, 1975
- November, choix de poèmes d'André Frénaud traduits en anglais par John Montague, une empreinte, The Golden Stone, Cork, 1977
- Veilleurs aux confins, texte de Claude Esteban, une eau-forte, Fata Morgana, Montpellier, 1978
- Comme un sol plus obscur, poèmes de Claude Esteban, 14 empreintes d'ardoises gravées, Galanis, Paris, 1979
- Comme d’habitude, texte autographié de Louis Scutenaire, suivi de Pour une chronologie par Michel-Georges Bernard, éditions de l'Orycte, Paris, 1979
- Alentour de la montagne, poèmes d'André Frénaud, treize empreintes, galerie Villand et Galanis, Paris, 1980
- Construire en marguerite, poèmes d'André Frénaud, une empreinte, reliure de Monique Mathieu, H.C., Paris, 1981